# Аварская марка

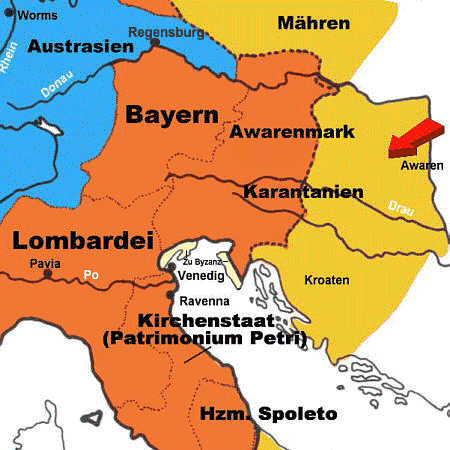
Аварская марка в восточной Баварии между Дунаем и рекой Драва

Аварская марка (лат. Avaria, нем. Awarenmark) — пограничная марка на юго-востоке Франкского государства, созданная в конце VIII века Карлом Великим для защиты от набегов аваров.

## История
Начиная с 560 года авары завладели почти всей Среднедунайской низменностью и Карантанией, что создавало угрозу для франков. Чтобы обезопасить границы империи и восточные торговые пути, Карл договорился о союзе с ханом болгар Крумом и герцогом Хорватии Войномиром и после 791 года совершил несколько походов против аваров, в которых, согласно «Жизни Карла Великого» Эйнхарда, встретил довольно слабое сопротивление. В 796 году франки под предводительством сына Карла Пипина уничтожили главную крепость аваров, носившую название Кольцо аваров, и вассализировали Аварский каганат. Остальные авары отступили за реку Тиса.
Управление маркой было передано алеманскому графу Жерольду I из Винцгау, дочь которого, Хильдегарда, была женой Карла Великого. Также в управлении принимали участие сын Жерольда I, префект Баварии Жерольд Молодой, а также герцог Фриуля Эрик.
С течением времени новая угроза стала происходить от герцога Хорватии Людевита и правителей Великой Моравии, а авары исчезли с политической карты примерно к 820 году и одноимённая марка вместе с ними. Впоследствии различные части марки входили в состав Паннонской марки, а после битвы при Пресбурге были под властью венгров. Эти земли немцам удалось вернуть только в 955 году после битвы на реке Лех. В 976 году часть марки, находившаяся в составе Каринтии, была преобразована Оттоном II Рыжим в Восточную марку.